# Банива (язык)
Банива (Baniva, Baniwa, Itayaine, Iyaine, Karu) — аравакский язык, который распространён на территориях Бразилии, Венесуэлы и Колумбии.
У языка есть две разновидности: первая — диалект банива (Baniba, Baniua do Içana, Baniva, Baniwa, Dakenei, Issana, Kohoroxitari, Maniba), который распространён в районе реки Средняя Исана в штате Амазонас в Бразилии, между ареалами языков гуарекена и куррипако, около границы с Колумбией, в штате Амасонас в Венесуэле. Вторая — диалект куррипако (Cumata, Curipaco, Curripaco, Ipeka, Ipeka-Tapuia, Karrupaku, Koripako, Korispaso, Kuripaco, Kuripako, Kurripaco, Pacu, Paku-Tapuya, Palioariene, Pato Tapuia, Pato-Tapuya, Payualiene, Payuliene, Waquenia), на котором говорят в департаменте Гуайния, в районе рек Исана и Инирида, у истоков реки Негро, также в деревнях Инирида и Баррио-ла-Примавера, в Колумбии, у реки Исана на северо-западе штата Амазонас в Бразилии, а также в зонах Викторино и Сан-Фернандо-де-Атабаро штата Амасонас в Венесуэле.
Этот язык не следует путать с мёртвым аравакским языком банива, который раньше был распространён в венесуэльском штате Амасонас.

## Диалекты
Айхенвальд (1999) выделил три основные разновидности, которые можно считать диалектами; Кауфман (1994) считает их различными языками, в группе под названием «кару»:
- Исананский банива (Baniua do Içana)
- Куррипако (Kurripako, Ipeka-Tapuia-Curripako)
- Катаполитани-моривене-мапанай (Catapolitani, Kadaupuritana)

Также у куррипако существуют диалекты: аджа-курри, валипери, ипека-тапуя, карутана-банива, куррипако (карупака), мапанай, моривене, оджо-кджарру, сьюси-тапуя (сеуси), унхун (катаполитана, энхен), хоходене (катаполитана) и эдже-кдженим.